# D’Arcy Corrigan

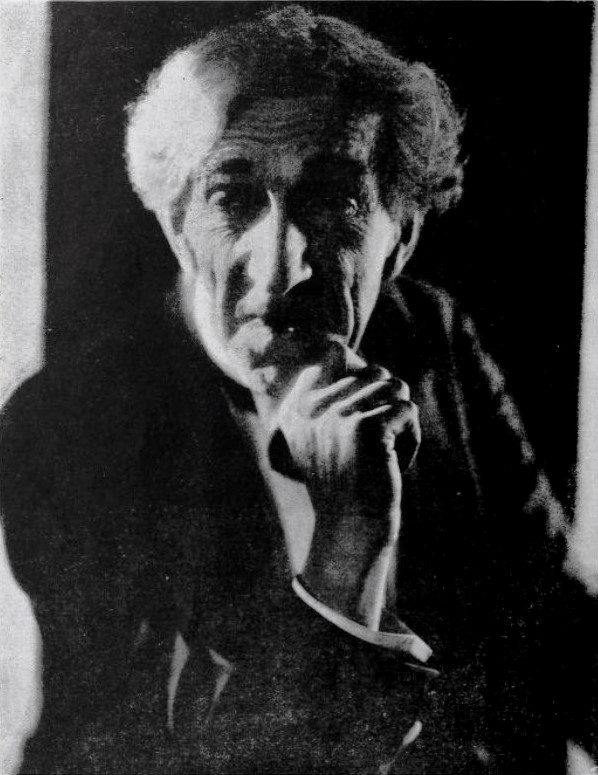
D’Arcy Corrigan (1926)

D’Arcy Corrigan (* 2. Januar 1870 in County Cork, Irland; † 25. Dezember 1945 in Los Angeles, Kalifornien) war ein irischer Schauspieler.

## Leben und Karriere
D'Arcy Corrigan arbeitete zunächst als Anwalt und war unter anderem als Sekretär eines Parlamentsabgeordneten tätig. Erst im fortgeschrittenen Alter wurde er Schauspieler und arbeitete unter anderem bei einer Stock Company. Im Alter von 55 Jahren gab er 1925 in Hollywood sein Filmdebüt. Mit seinem sehr markanten, faltenreichen Gesicht bekam Corrigan meist kleine, aber sehr einprägsame Filmauftritte. Meistens spielte er verschrobene, bemitleidenswerte oder melancholische Figuren in allen Genres. Corrigan verkörperte unter anderem einen Leichenhausaufseher im Horrorfilm Mord in der Rue Morgue mit Bela Lugosi, einen Blinden in John Fords Drama Der Verräter sowie den düsteren, stummen Geist der zukünftigen Weihnacht in der Dickens-Verfilmung A Christmas Carol. 1939 zog er sich weitgehend aus dem Filmgeschäft zurück.
Besonders in Corrigans späteren Karrierejahren waren viele seiner insgesamt 55 Filmauftritte ohne Nennung im Abspann, darunter in Klassikern wie Leoparden küßt man nicht als Professor LaTouche, der nur in der ersten Szene des Filmes auftritt. D'Arcy Corrigan starb Weihnachten 1945 neun Tage vor seinem 76. Geburtstag an einem Herzinfarkt.

## Filmografie (Auswahl)
- 1925: Die lustige Witwe (The Merry Window)
- 1925: Lady Robinhood
- 1925: Das Phantom der Oper (Phantom of the Opera)
- 1926: Wie Ellen zum Film kam (Ella Cinders)
- 1927: Tarzan und der goldene Löwe (Tarzan and the Golden Lion)
- 1928: Der Mann, der lacht (The Man Who Laughs)
- 1929: Napoleon's Barber
- 1929: Die letzte Warnung (The Last Warning)
- 1930: The Man from Blankley's
- 1932: Mord in der Rue Morgue (Murders in the Rue Morgue)
- 1932: Gesetz und Ordnung (Law and Order)
- 1933: Morgenrot des Ruhms (Morning Glory)
- 1933: Der Unsichtbare (The Invisible Man)
- 1935: Frankensteins Braut (Bride of Frankenstein)
- 1935: Der Verräter (The Informer)
- 1935: Kampf um Indien (Clive of India)
- 1935: Metropolitan
- 1936: Maria von Schottland (Mary of Scotland)
- 1936: Signale nach London (Lloyd's of London)
- 1936: Der Pflug und die Sterne (The Plough and the Stars)
- 1937: All Over Town
- 1937: Der Gefangene von Zenda (The Prisoner of Zenda)
- 1937: Maria Walewska (Conquest)
- 1938: Leoparden küßt man nicht (Bringing Up Baby)
- 1938: Robin Hood – König der Vagabunden (The Adventures of Robin Hood)
- 1938: A Christmas Carol
- 1939: Der Mann mit der eisernen Maske (The Man in the Iron Mask)
- 1939: Die Zehn Gebote (The Great Commandment)
- 1945: Mann ohne Herz (Adventure)